# Michael Sayers
Michael ("Mike") Sayers (Sacramento, 12 januari 1970) is een voormalig Amerikaanse wielrenner. Hij was profwielrenner vanaf 1997 en reed tijdens zijn carrière vooral in Amerikaanse dienst. Hij sloot zijn carrière als wielerprof af bij BMC, waar hij na 2008 ploegleider werd.

## Overwinningen
2000
- 2e etappe McLane Pacific Classic

2001'
- 3e etappe Wendy's International Cycling Classic

2002
- San Francisco

2003
- 1e etappe Herald Sun Tour

2004
- 4e etappe Tour of the Gila
- 8e, 9e en 11e etappe International Cycling Classic

2005
- Davis

2007
- 2e etappe Tour de Nez